# Bipolární buňka sítnice

Stavba sítnice; bipolární buňky jsou vyobrazeny červeně

Bipolární buňka sítnice je typ neuronové buňky nacházející se v sítnici oka mezi fotoreceptory (tyčinky a čípky) a gangliovými buňkami sítnice. Spolupodílí se na zpracování světelného stimulu v rámci zrakového systému.
Bipolární buňky sítnice umožňují (přímo nebo nepřímo) přenos signálů z fotoreceptorů do gangliových buněk. 

## Přehled
Bipolární buňky mají centrální tělo a dva protichůdné výběžky (odsud pochází jejich jméno), každému náleží jiná série procesů. Každá bipolární buňka je napojená přes synapsi přímo na centrální shluk fotoreceptorů (tyčinky nebo čípky, nikdy ne na oba typy najednou) a nepřímo na skupinu fotoreceptorů kolem centrálního shluku přes horizontální buňku. Oblast sítnice, z které jedna bipolární buňka přijímá informaci, se označuje jako její receptivní pole. Bipolární buňka pak obdrženou informaci vysílá dál buď přímo na gangliové buňky nebo nepřímo přes amakrinní buňky.
Na rozdíl od většiny neuronů komunikují bipolární buňky přes stupňovaný membránový potenciál, nikoliv akční potenciál. 

## Funkce
Bipolární buňky dostávají synaptický input buď z tyčinek, nebo z čípků, ale nikdy ne z obojího najednou - existují bipolární buňky vymezené zvlášť pro tyčinky a pro čípky. Tyčinkových bipolárních buněk je přibližně 10 typů, existuje ale jenom jeden typ čípkové bipolární buňky, vzhledem k tomu že čípek je typ fotoreceptoru, který se objevil evolučně později než tyčinka.

### Molekulární mechanismus
Když je tma a nedopadá na ni žádné světlo, produkuje fotoreceptorová buňka (tyčinka/čípek) neurotransmiter glutamát, který inhibuje (hyperpolarizuje) bipolární buňky typu "ON" ("zapnuto") a excituje (depolarizuje) bipolární buňky typu "OFF" ("vypnuto").
Za světla je to naopak - když světlo dopadá na fotoreceptor, inaktivuje (hyperpolarizuje) jej přes aktivaci opsinů, které aktivují 11-trans-retinal. Ten dodá energii k stimulaci receptorům spřažených s G-proteiny k aktivaci fosfodiesterázy - tato štěpí cGMP na GMP. Ve fotoreceptorových buňkách existuje za tmy nadbytek cGMP, které udržuje sodíkové iontové kanály otevřené. Proto když se aktivací fosfodiesterázy upotřebí zásoby cGMP, klesne taky počet otevřených sodíkových kanálů, co vede k hyperpolarizaci fotoreceptorové buňky a k snížení výlevu glutamátu do jejich synapsí. Absence glutamátu v synapsi způsobí ztrátu inhibice bipolární buňky typu "ON" ("zapnuto") - začne být aktivovaná (depolarizovaná). Bipolární buňka typu "OFF" ("vypnuto") naopak absencí glutamátu ztratí svoji excitaci a zmlkne (stane se hyperpolarizovanou).

### Zapojení
Bipolární buňky přenášejí informaci z tyčinek a čípků do gangliových buněk. horizontální buňky a amakrinní buňky situaci komplikují. Horizontální buňky do této dráhy zavádějí laterální inhibici a způsobují inhibici okolní oblasti kolem centra v rámci jednoho receptivního pole na sítnici. Amakrinní buňky taky způsobují laterální inhibici, no její funkce není zatím dobře známá.